# Aoraki

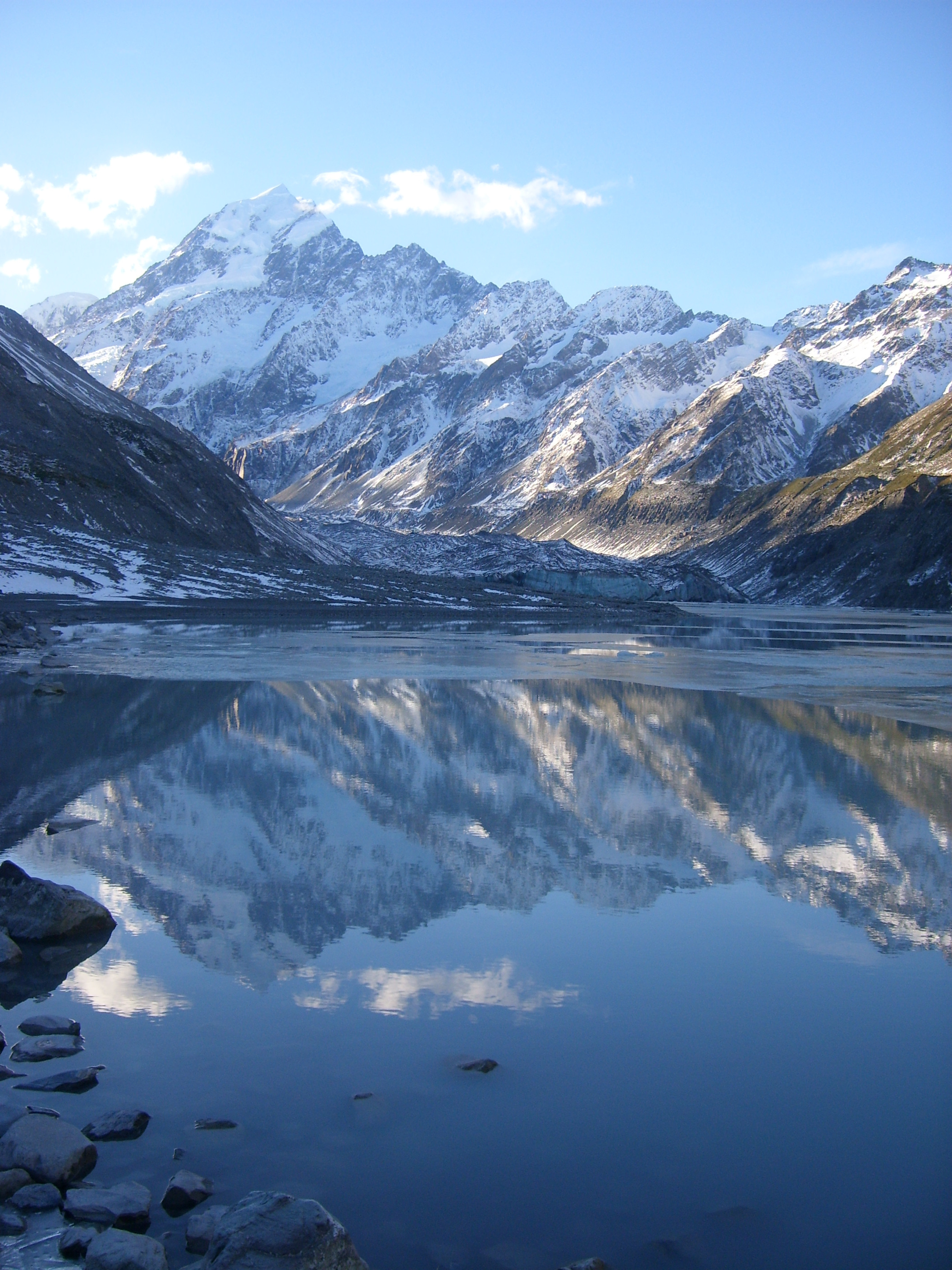

Aoraki sau Mount Cook este un munte cu altitudinea de 3.724 m deasupra n.m., fiind cel mai înalt munte din Noua Zeelandă. El se află pe insula de sud a Noii Zeelande în masivul Alpilor Neo Zeelandezi, districtul Mackenzie, regiunea Canterbury. Aoraki este situat în centrul Parcului Național Mount Cook, care a fost întemeiat în anul 1953, se întinde pe suprafața de 707 km², cuprinde 140 de munți care au altitudinea de 2000 de m, 20% din teritoriul parcului fiind acoperit cu ghețari. Cel mai cunoscut ghețar este Ghețarul Tasman (27 km) situat pe versantul lui Aoraki. Numele de „Mont Cook” a fost dat după numele exploratorului englez James Cook. Cu escaladarea lui Aoraki s-a antrenat neozeelandezul Edmund Hillary, înainte de a urca pe Everest.